# Szigeti Jenő (lelkész)
Szigeti Jenő (Budapest, 1936. december 29. – Budapest, 2020. augusztus 28.) a Hetednapi Adventista Egyház lelkésze, teológiai doktor, egyháztörténész, egyetemi tanár, professor emeritus.

## Élete

### Származása
Budapesten született adventista családban, három gyermek egyikeként. Édesapja (szintén Jenő) NB I-es focistából lett adventista könyvevangélista, lelkész, az 1950-es évek közepétől a Dunántúli Egyházterület elnöke és unióbizottsági tag.

### Korai évek
1955 és 1957 között az Eötvös Loránd Tudományegyetemen történelmi, irodalomtörténeti, és művészettörténeti tanulmányokat folytatott, majd 1957 és 1961 között az Adventista Lelkészképző Szemináriumban tanult.  
1962-től a Szabadegyházak Tanácsa különböző munkáiban vett részt, majd 1966-ban Palotay Sándor elnök utasítása után a SZET Lelkészképző Intézetének megszervezésében.

### Lelkész, vezető
1965-től Pestlőrincen, majd 1971-től Békéscsabán, 1974-től ismét Budapesten szolgált lelkészként. 1975-től került a fő („A”) gyülekezetbe.
1981-től 1984-ig a Dunamelléki Egyházterület vezetője. 1984-től 1994-ig a magyar unió (egyház) elnöki tisztségét viselte.

### Teológus, tanár
Lelkészi oklevele megszerzése után a budapesti Evangélikus Teológiai Akadémián, majd 1969-től a Debreceni Református Teológiai Akadémián egészítette ki ismereteit doktori tanulmányokkal. 
A Kardos Lászlóval közösen írt, Boldog emberek közössége: A magyarországi nazarénusok című műre épülő disszertációjára 1978-ban megkapta a teológiai doktorátust. (A doktorátust 1998-ban a Debreceni Református Teológiai Akadémia PhD-re minősítette át.) 
1979. novemberétől 1980. augusztusáig az USA-ban az adventista Andrews Egyetemen tartózkodott.
A SZET Lelkészképzőjének tanára, 1981-1989 között a főigazgatója.
1986-tól Szolnokon, a Művelődési Házban, majd az ország más részein is bibliai előadásokat, evangelizációs sorozatokat tartott.
1989-ben MTA kandidátust szerzett. 1990-től az Adventista Teológiai Főiskola oktatója, 1990 és 1996 között főigazgatója is egyben. Itt 2020. évben bekövetkezett halála napjáig tanított, oktatott. Emellett 1991 és 1993 között a Evangélikus Teológiai Egyetem állandó oktatója, illetve az ELTE, a Debreceni Egyetemen, a Baptista Teológiai Akadémia és a Pünkösdi Teológiai Főiskola alkalmi oktatója is volt. 1997-től 2007-ig a Miskolci Egyetem docense, 1999-től habilitált egyetemi tanára. 2007-től professor emeritus. 
1980-tól a protestantizmus gyökereit vallásnéprajzi szempontból vizsgálta.
Fő kutatási területe a vallásnéprajz, a 19–20. századi egyháztörténet, 18–20. századi irodalom volt.

## Publikációk
1989-ig
- Számvetés. Az Adventista Egyház H. N. választó unió konferenciája, 1967. dec. 7-8.; összeáll. Gombos Andor, Szakács József, ifj. Szigeti Jenő; Zenemű Ny., Bp., 1968
- A nazarénusok; szerk. Palotay Sándor, Szigeti Jenő; Magyarországi Szabadegyházak Tanácsa, Bp., 1969 (A Magyarországi Szabadegyházak Tanácsának tanulmányai)
- Palotay Sándor–Szigeti Jenő: Tévedések útján. A "Jehova tanúi"; Magyarországi Szabadegyházak Tanácsa, Bp., 1977
- Ujszövetségi bibliaismeret; Szabadegyházak Tanácsa, Bp., 1978
- "...ti pedig mindnyájan testvérek vagytok...". A Krisztusban Hívő Nazarénus Gyülekezet Magyarországon; s.n., Bp., 1978
- "És emlékezzél meg az útról..." Tanulmányok a magyarországi szabadegyházak történetéből; Szabadegyházak Tanácsa, Bp., 1981
- Szigeti Jenő–Molnár Ambrus: Református népi látomásirodalom a XVIII. században; Református Zsinati Iroda, Bp., 1985 (Theologiai tanulmányok)
- Kardos László–Szigeti Jenő: Boldog emberek közössége. A magyarországi nazarénusok; Kardos László tanulmányait adaptálta, sajtó alá rend., jegyz., előszó Pogány Mária; Magvető, Bp., 1988
- Két próféta; Hetednapi Adventista Egyház, Bp., 1988 (Keresztény a világban)

1990–től
- Szigeti Jenő–Szemerszki Mariann–Drahos Péter: Egyházi iskolák indítása Magyarországon; OI, Bp., 1992 (Kutatás közben)
- Próféták vagy jósok?; Advent, Bp., 1992
- Letűnt korok, régi titkok; Esély Mozaik, Bp., 1999 (Bibliai felfedező)
- Gátol vagy véd a Tízparancsolat?; Esély Mozaik, Bp., 2001 (Evangélium mindenkinek)
- Mit mondanak a jelek a Bibliában?; Heted7 Világ, Bp., 2002 (Evangélium mindenkinek)
- Jézus ma is köztünk van; Heted7 Világ, Bp., 2002 (Üzenet)
- A hit Isten gyógyszere; Heted7 Világ–Könyvmagazin, Bp., 2003 (Üzenet)
- A hármas angyali üzenet; Heted7 Világ–Könyvmagazin, Bp., 2003 (Evangélium mindenkinek)
- Mit jelent ma kereszténynek lenni?; Advent, Bp., 2003
- Levél az örömről Pál apostol levele a filippiekhez; Élet és Egészség, Bp., 2004
- Az indulat elveszi a tisztánlátást; Heted7 Világ–Könyvmagazin, Bp., 2004 (Üzenet)
- Egy mai prédikátor vallomásai. Szigeti Jenő versei; Heted7 Világ–Könyvmagazin, Bp., 2004 (Hétköznapi kereszténység)
- Isten 21. századi rokonai; Heted7 Világ–Könyvmagazin, Bp., 2004 (Üzenet)
- Isten terve a megváltás; Heted7 Világ–Könyvmagazin, Bp., 2004 (Evangélium mindenkinek)
- Megtalált kincsünk, a nyugalomnap; Heted7Világ–Könyvmagazin, Bp., 2005 (Evangélium mindenkinek)
- Isten ereje oltalmat ad a viharban; Heted7Világ–Könyvmagazin, Bp., 2005 (Üzenet)
- Jézus megy velünk az úton. Százegyszer a szeretet titkáról; Heted7Világ–Könyvmagazin, Bp., 2005 (Hétköznapi kereszténység)
- Protestáns népi látomások a XVIII. századból, 1.; szerk. Szigeti Jenő; L'Harmattan–PTE Néprajz-Kulturális Antropológia Tanszék, Bp.–Pécs, 2006 (Fontes ethnologiae Hungaricae)
- Megtaláljuk sebzett lelkünk gyógyírját; Heted7Világ, Bp., 2006 (Üzenet)
- Életigenek. Egy mai prédikátor vallomásai; Heted7 Világ–Könyvmagazin, Bp., 2006 (Hétköznapi kereszténység)
- Isten titka; Arany Forrás, Bp., 2007 (Üzenet)
- A Jelenések könyve. Az ítélet hírnöke vagy a remény üzenete?; Arany Forrás, Bp., 2007 (Az idők jelei)
- Újjászületés örök életre, vagy újraszületés?; Arany Forrás, Bp., 2007 (Üzenet)
- A Biblia képzelet vagy valóság? Az európai kultúra alapja. A legemlegetettebb könyv; Arany Forrás, Bp., 2007 (Bibliai Szabadegyetem)
- Megkopott hitünk; Arany Forrás, Bp., 2007 (Krisztus követők)
- Hitünk a jóban erőssé tesz bennünket; Arany Forrás, Bp., 2007 (Üzenet)
- Jézus megy velünk az úton 2. Százegyszer újra a szeretet titkáról; Arany Forrás, Bp., 2007 (Hétköznapi kereszténység)
- Életsorsok, bibliai emberek; Advent Irodalmi Műhely–Kezdj El Élni Alapítvány, Bp.–Kecskemét, 2008
- Isten gyermekei ma, szeretetközösségben Istennel; Arany Forrás, Bp., 2008 (Üzenet)
- A nagy ismeretlen: a Szentlélek; Arany Forrás, Bp., 2008 (Evangélium mindenkinek)
- Még egy esély, hogy a rosszat jóvá tegyük; Arany Forrás, Bp., 2008 (Üzenet)
- Még van választásod: misszió egy megrontott világban; Arany Forrás, Bp., 2008 (Üzenet)
- Bibliai nyomokon. Tanulmányok a bibliai folklór és tárgytörténet köréből. Tanulmánykötet Dr. Scheiber Sándor tiszteletére; Kisegyház-kutató Egyesület, Bp., 2008
- "Urunk, taníts minket imádkozni!"; Hetednapi Adventisa Egyház Budapest Terézvárosi Gyülekezete–Boldog Élet Alapítvány, Bp., 2008 (Válaszok napjaink kérdéseire)
- Miért engedi meg Isten...?; "Boldog Élet" Alapítvány–Hetednapi Adventista Egyház Advent Irodalmi Műhely, Bp., 2009 (Válaszok napjaink kérdéseire)
- Egyházak – egy világ végén; Advent Irodalmi Műhely, Bp., 2009
- Jézus megy velünk az úton 3. Hetvenhétszer a szeretet titkáról; Arany Forrás, Bp., 2009 (Hétköznapi kereszténység)
- A gonosz akkor győz, ha a jó tétlenkedik; Arany Forrás, Bp., 2009 (Üzenet)
- A Biblia születése. A kánontörténet. Az evangélium, a szótól az írásig. A könyvektől a könyvtárig; Arany Forrás, Bp., 2009 (Bibliai Szabadegyetem)
- Még nincs késő, menjünk közelebb Istenhez!; Arany Forrás, Bp., 2009 (Üzenet)
- A hit, ami a bajokon átsegít; Arany Forrás, Bp., 2009 (Üzenet)
- A csoda Isten szeretetének ajándéka; Arany Forrás, Bp., 2010 (Üzenet)
- Jézus, a változatlan; Advent, Bp., 2010
- A lélek gyógyulása a test felépülése; Olvasók Háza, Bp., 2010 (Megújult élet)
- Miért van annyiféle vallás?; Hetednapi Adventisa Egyház Budapest Terézvárosi Gyülekezete–Boldog Élet Alapítvány, Bp., 2010 (Válaszok napjaink kérdéseire)
- A Szentírás megismerése és megértése. Az evangélium sorsfordító ereje; Olvasók Háza, Bp., 2010 (A Biblia nyelve)
- Barátaink a Bibliából; Advent–Kezdj el élni Alapítvány, Bp.–Kecskemét, 2010
- A szeretet hídja a könyörületesség; Arany Forrás, Bp., 2010 (Üzenet)
- Hűség Istenhez, jóakarat az emberhez. Széljegyzetek egy törvény margójára; "Boldog Élet" Alapítvány, Bp., 2011
- Miért éppen a szombat?; Hetednapi Adventisa Egyház Budapest Terézvárosi Gyülekezete–Boldog Élet Alapítvány, Bp., 2011 (Válaszok napjaink kérdéseire)
- A Tízparancsolat. Élj a szeretet törvénye szerint; Olvasók Háza, Bp., 2011 (Keresztény élet)
- A hazugság az elrejtett bűn; Olvasók Háza, Bp., 2011 (Elkerülhető ellenségek)
- Viszel-e örömet mások életébe?; Olvasók Háza, Bp., 2012 (Megújult élet)
- Sosem késő Istenhez fordulni; Olvasók Háza, Bp., 2012 (Megújult élet)
- A próba eszköz Isten kezében; Olvasók Háza, Bp., 2012 (Megújult élet)
- Hazafelé – Jézus felé. Köszönöm a mindennapi szeretetet; Olvasók Háza, Bp., 2012 (Keresztény élet)
- Rajki Zoltán–Szigeti Jenő: Szabadegyházak története Magyarországon 1989-ig; Gondolat, Bp., 2012
- Letűnt korok, régi titkok 1. A bibliai kor világa; 2. felújított, bőv. kiad.; Olvasók Háza, Bp., 2012 (Bibliai felfedező)
- Illés, a hozzánk hasonló ember; Kezdj El Élni Alapítvány, Kecskemét, 2012
- Jónás, a menekülő próféta; Kezdj El Élni Alapítvány, Kecskemét, 2012
- Letűnt korok, régi titkok 2. A bibliai kor világa; Olvasók Háza, Bp., 2012 (Bibliai felfedező)
- A Biblia jó válasz életünk kockázataira; Olvasók Háza, Bp., 2012 (Üzenet)
- Még ma élj a szeretet törvénye szerint; Olvasók Háza, Bp., 2012 (Megújult élet)
- Kik a boldogok? Jézus Krisztus boldogmondásai; Advent–Kezdj El Élni Alapítvány, Bp.–Kecskemét, 2013
- Isten előtt a holnap mindig tiszta; Olvasók Háza, Bp., 2013 (Megújult élet)
- Pánik a próféciák körül; Advent, Bp., 2013
- 100 éve történt. A Duna Unió megszervezésének emlékezete, 1912–1919; Advent, Bp., 2013
- A remény erősebb a félelemnél; Olvasók Háza, Bp., 2013 (Üzenet)
- A csodától a próbáig; Olvasók Háza, Bp., 2013 (Lelki élet)
- Engedelmesség és ellenállás; Olvasók Háza, Bp., 2013 (Üzenet)
- Több szeretettel jobb lenne az életünk; Olvasók Háza, Bp., 2013 (Üzenet)
- "Gyümölcseikről ismeritek meg"; Advent, Bp., 2014
- A szeretet választása; Olvasók Háza, Bp., 2014 (Menedék)
- Hithősök a Bibliában; Olvasók Háza, Bp., 2014 (Útjelző)
- Bizonytalanság és kétely; Olvasók Háza, Bp., 2014 (Megújult élet)
- Az őszinteség hoz igaz megbékülést; Olvasók Háza, Bp., 2014 (Üzenet)
- A hit ABC-je. Közelebb a Bibliához; Olvasók Háza, Bp., 2014 (Útjelző)
- Visszaút a hithez; Olvasók Háza, Bp., 2014 (Menedék)
- Vallomások a szeretet titkáról; Olvasók Háza, Bp., 2014 (Lelki élet)
- A hit ABC-je 2. Közelebb a Bibliához; Arany Forrás, Bp., 2015 (Útjelző)
- A hit megvalósulása a teljesülő remény. A jobb világba vezető út; Arany Forrás, Bp., 2016 (Keresztény élet)
- Tihamér, a kiskamasz hangya bemutatkozik; Katica Könyv Műhely, Pécel, 2016
- Vége lesz a világunknak, teljesülnek-e a bibliai jelek?; Arany Forrás, Bp., 2016 (Üzenet)
- Aki nem hiszi, járjon utána! Múltunk igaz történetei; Katica Könyv Műhely, Pécel, 2017
- Luther, a kikerülhetetlen; Arany Forrás, Bp., 2017 (Megújult élet)
- Nyújtsd ki a kezed... Mert Isten is így tesz; Kezdj El Élni Alapítvány, Kecskemét, 2017
- Isten tanítani küldött; Arany Forrás, Bp., 2017 (Sorsok, életek, igaz történetek)
- A szeretet csillagai. Csendes érzések, remények; Arany Forrás, Bp. Kincsesház, 2018 (Keresztény élet)
- Istennél nincs elfeledett bűn. A bűn több, mint helytelen cselekedet; Arany Forrás, Bp. Kincsesház, 2018 (Keresztény élet)
- Türelemmel egymással; Olvasók Háza, Bp., 2018 (Menedék)
- A népi vallásosság és kegyesség a 18. és 19. században. Válogatott tanulmányok; Magyar Vallástudományi Társaság–L'Harmattan, Bp., 2020 (Vallástudományi könyvtár)
- Szeretetválság. A boldogsághiányos világ; Arany Forrás Kincsesház, Bp., 2020 (Üzenet)
- Isten tanítani küldött; 2. felújított, bőv. kiad.; Arany Forrás Kincsesház, Bp., 2020 (Sorsok, életek, igaz történetek)
- Mit mondanak a jelek a Bibliában?; 2. átdolg. kiad.; Arany Forrás Kincsesház, Bp., 2020 (Evangélium mindenkinek)
- Megtalált kincsünk, a nyugalomnap; 2. átdolg. kiad.; Arany Forrás Kincsesház, Bp., 2020 (Evangélium mindenkinek)

## Képek

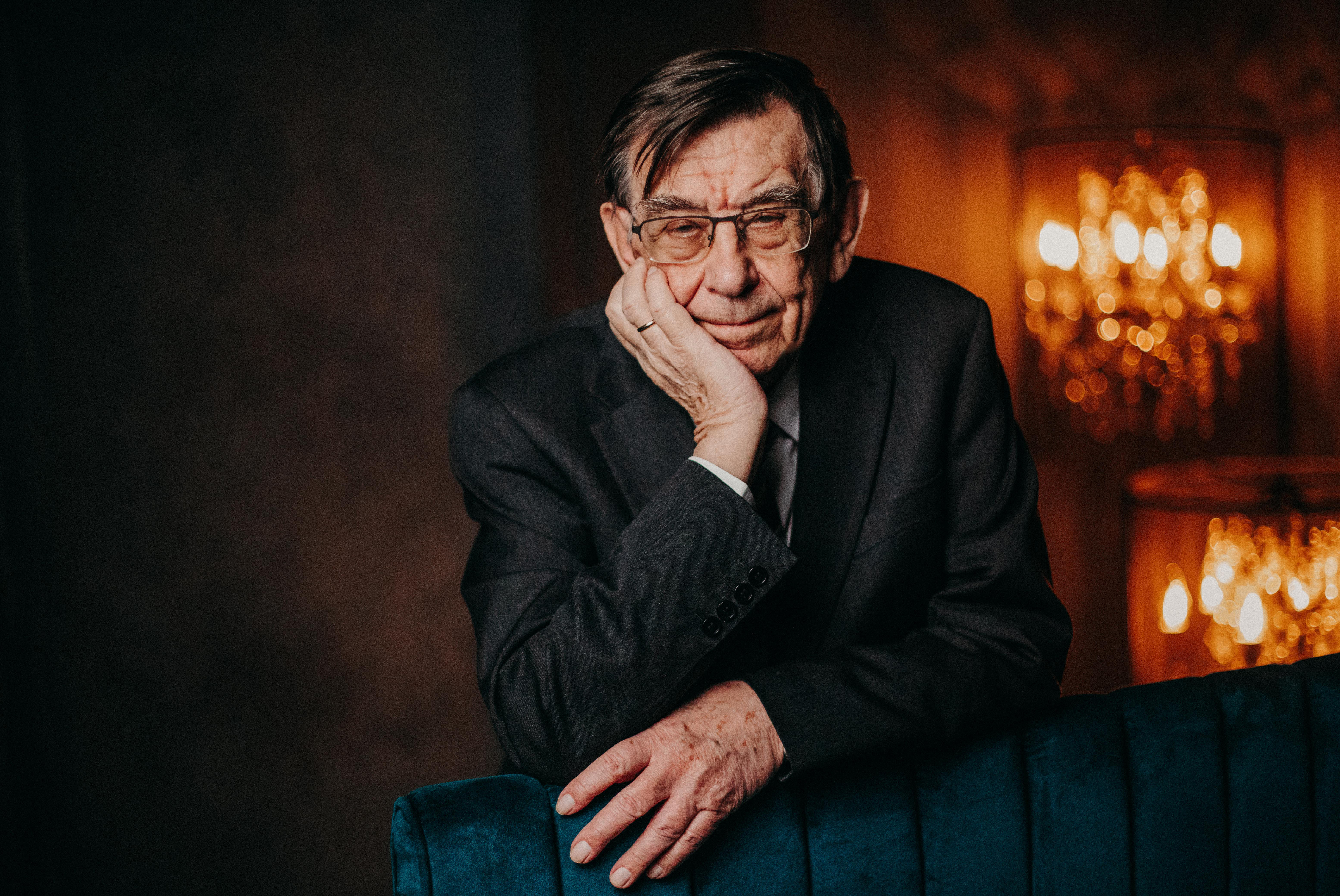
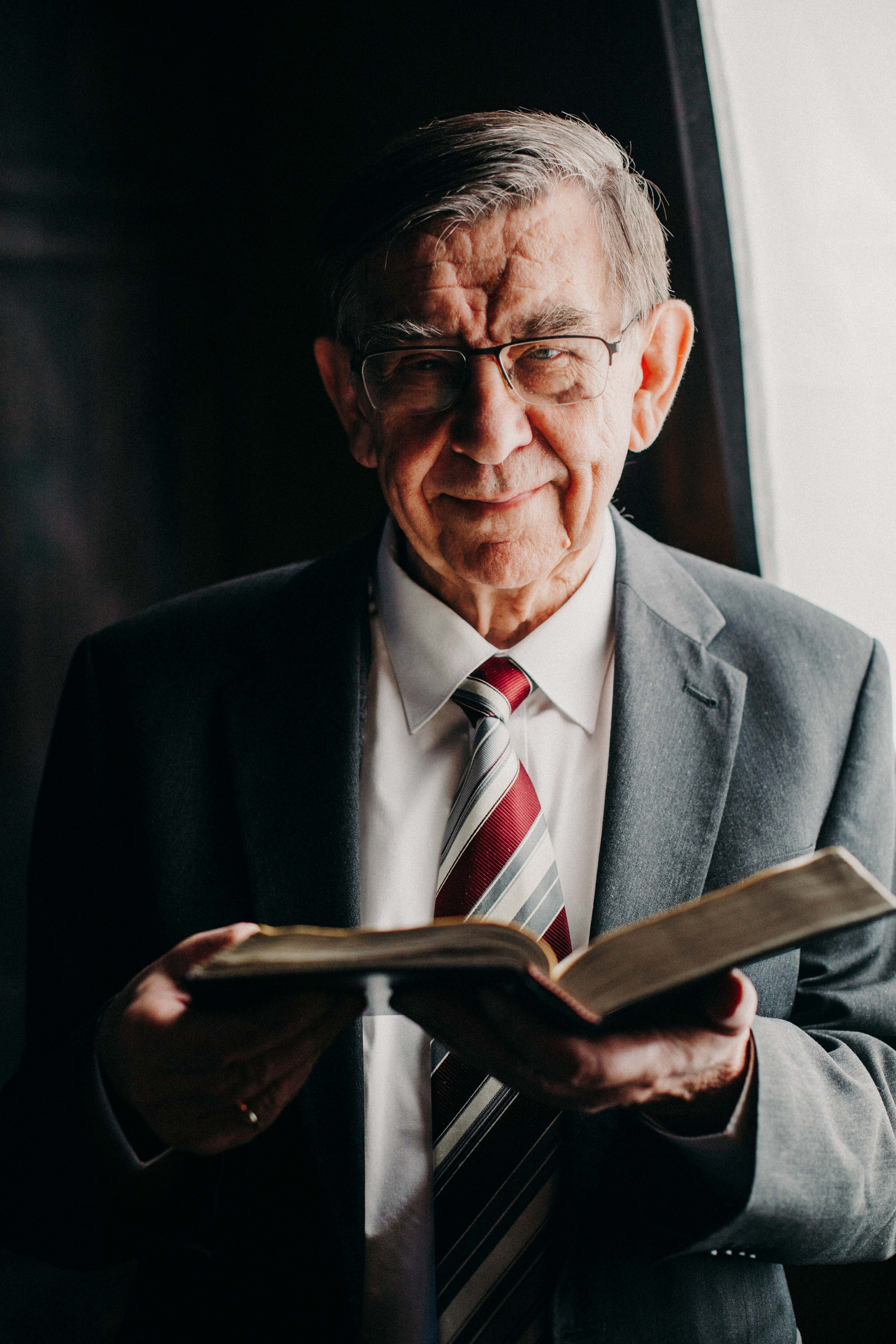
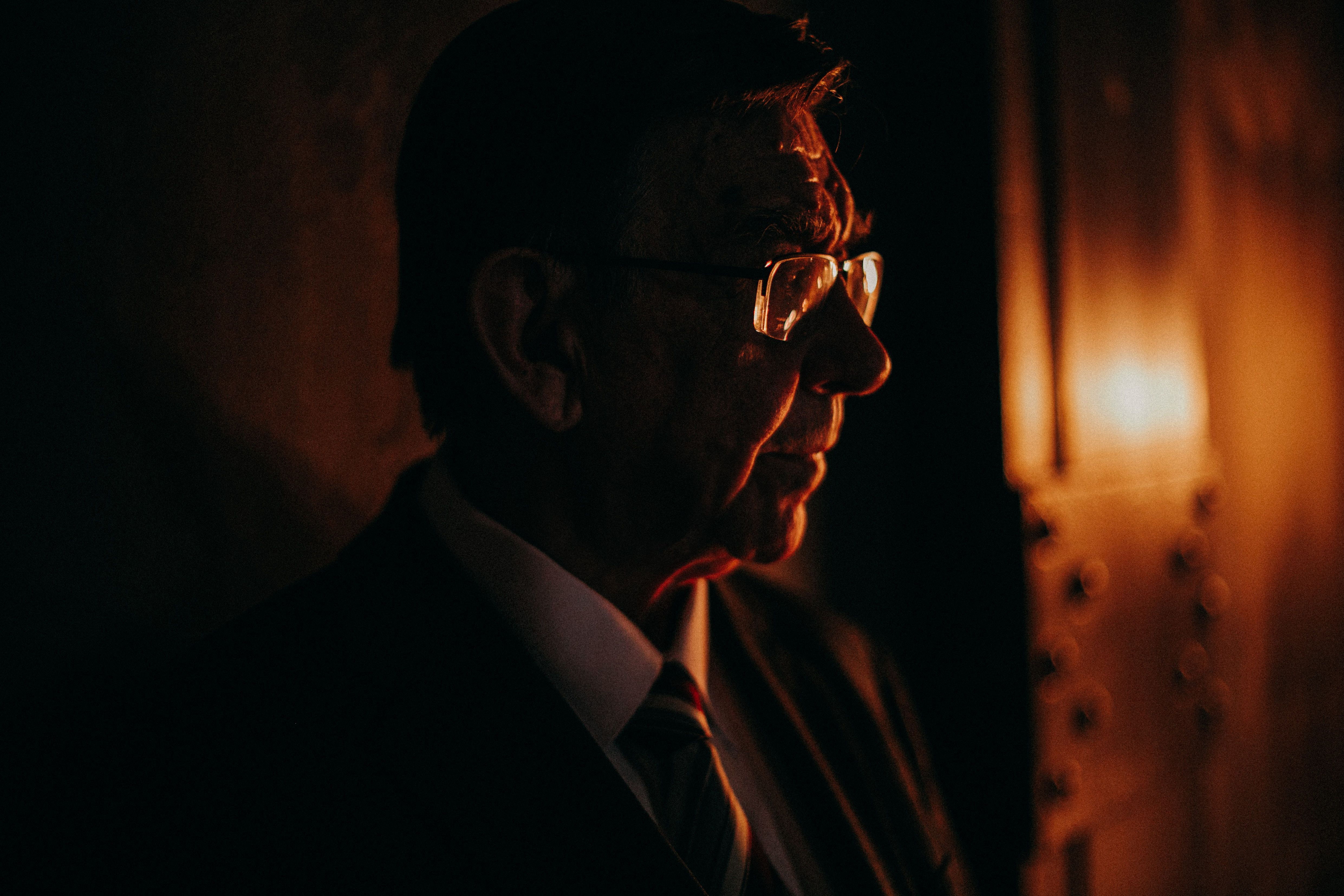
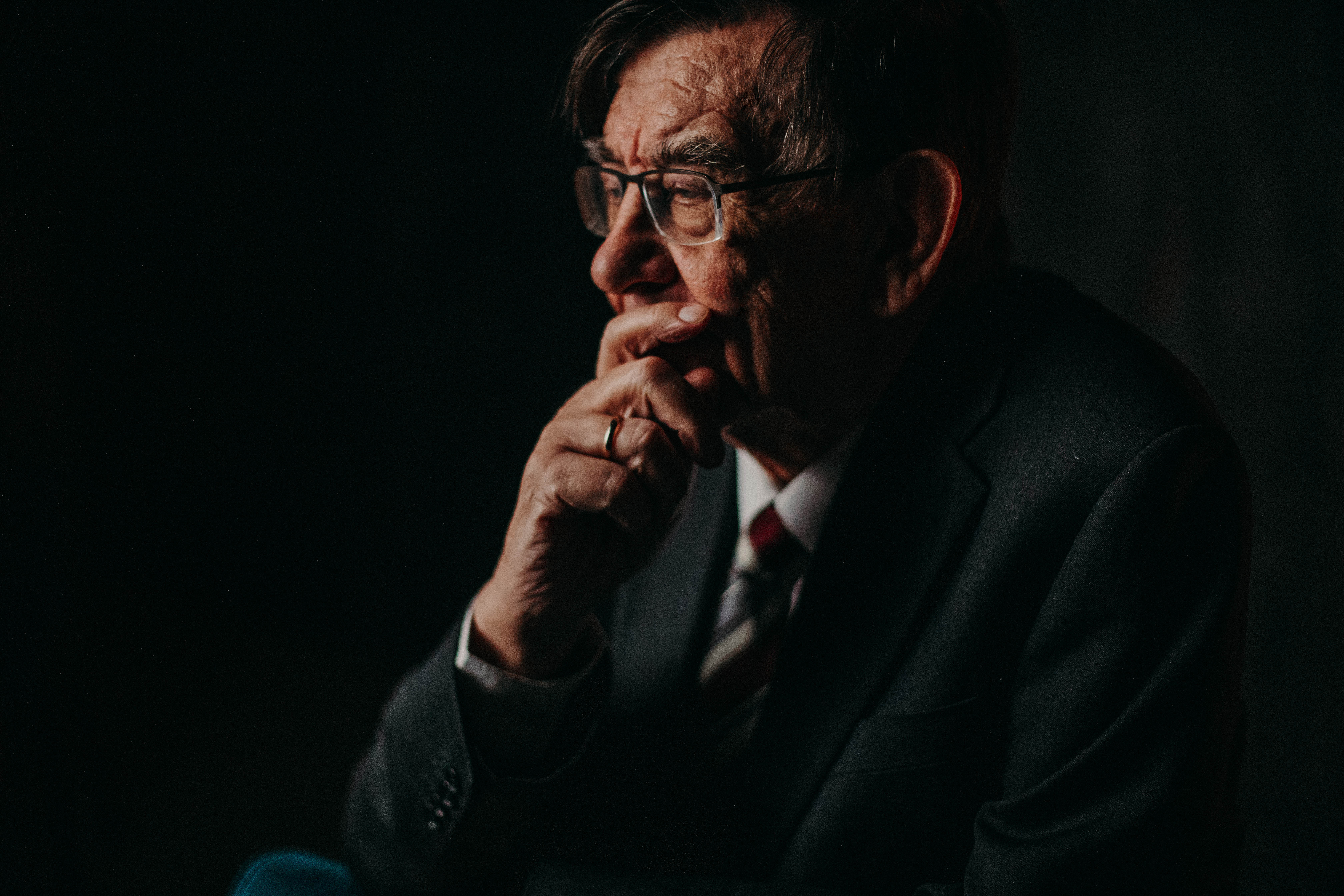
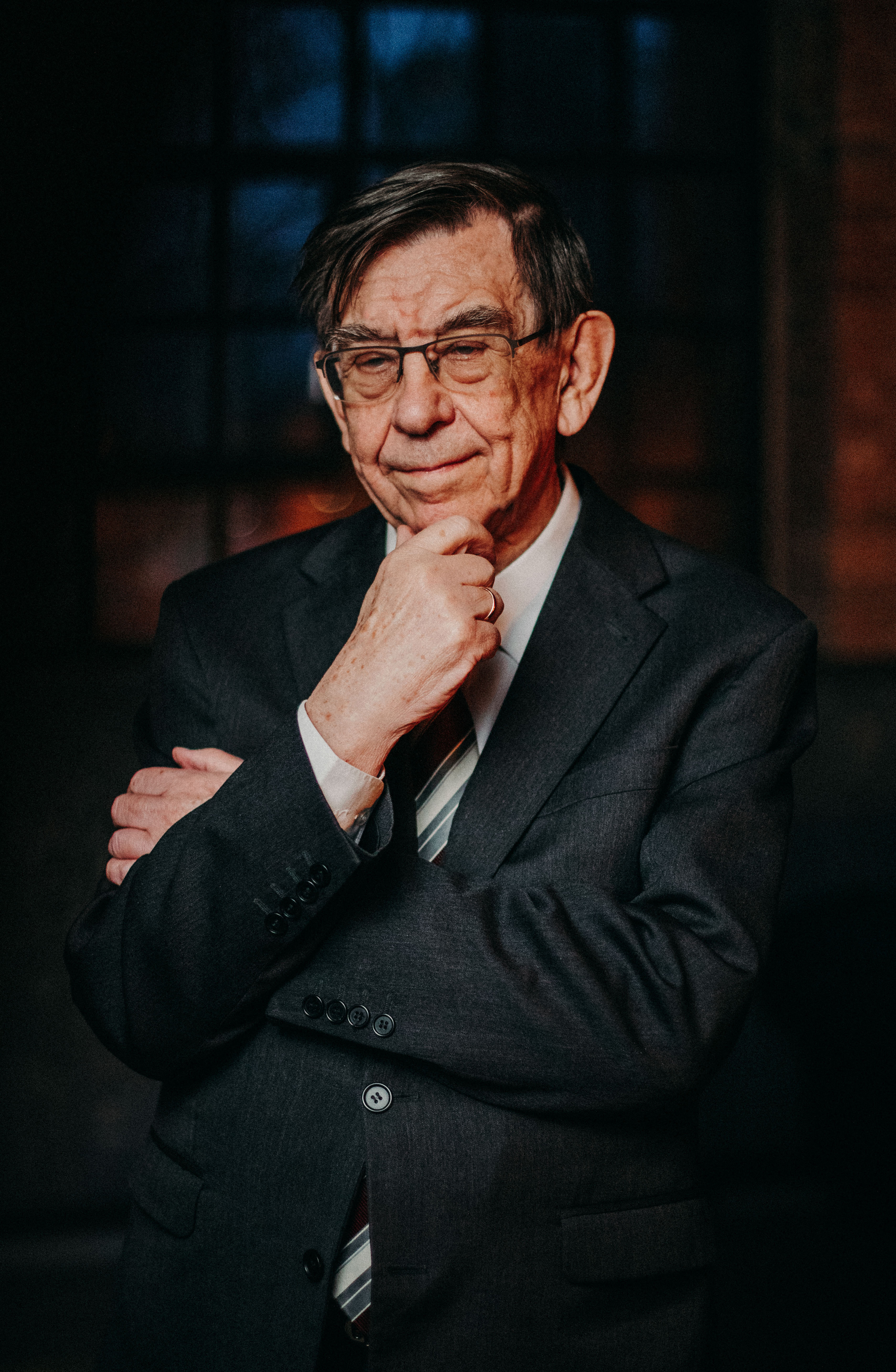